# 세스 반스 니컬슨
세스 반스 니컬슨(영어: Seth Barnes Nicholson, 1891년 9월 12일 ~ 1963년 7월 2일)은 미국의 천문학자이다. 목성의 위성 리시테아를 발견했다.

## 같이 보기
- 태양계의 행성과 위성 탐사 연표